# Скрежет металла (телесериал)
«Скрежет металла» (англ. Twisted Metal) — американский телесериал в жанре комедийного боевика, основанный на серии игр Twisted Metal компании PlayStation Studios. В сериале снимаются Энтони Маки, Стефани Беатрис, Томас Хейден Чёрч, Уилл Арнетт, Ричард Кебрал и Самоа Джо.

## Сюжет
В постапокалиптическом мире молочник Джон Доу берёт опасный заказ, чтобы получить прописку в Новом Сан-Франциско.

## Актёрский состав

### Основной состав
- Энтони Маки — Джон Доу
- Стефани Беатрис — Тихоня
- Томас Хейден Чёрч — Агент Стоун
- Ричард Кебрал — Лауд
- Самоа Джо — Сладкоежка
  - Уилл Арнетт — голос Сладкоежки

### Второстепенный состав
- Нив Кэмпбелл — Рэйвен
- Тадж Воганс — Майк
- Майк Митчелл — Стью
- Лу Битти мл. — Томми

## Разработка
О разработке телесериала было объявлено в феврале 2021 года.
В сентябре Энтони Маки был выбран на роль Джона Доу, а также был назначен исполнительным продюсером.
В феврале 2022 года стриминговый сервис Peacock дал сериалу зелёный свет. В апреле Китао Сакураи присоединился к сериалу в качестве исполнительного продюсера, а также как режиссёр несколько эпизодов. В мае Нив Кэмпбелл, Стефани Беатрис и Томас Хейден Чёрч присоединились к актёрскому составу в главных ролях. В июне Уилл Арнетт присоединился к актёрскому составу, для озвучивания персонажа Сладкоежки. Самоа Джо был одобрен к роли, чтобы сыграть Сладкоежку физически.
Съёмки начались 23 мая 2022 года в Новом Орлеане и должны были завершиться 2 сентября, но вместо этого завершились раньше 27 августа.

## Премьера
Премьера сериала состоялась 27 июля 2023 года на канале Peacock. Все десять эпизодов первого сезона вышли одновременно.
Премьера второго сезона состоялась 31 июля 2025 года. В этот день вышли первые три эпизода. Остальные серии будут выходить раз в неделю вплоть до 28 августа 2025 года.

## Список эпизодов

### Cезон 1 (2023)
| №  | Название                                          | Режиссёр      | Автор сценария <                                                                     | Дата премьеры |
| -- | ------------------------------------------------- | ------------- | ------------------------------------------------------------------------------------ | ------------- |
| 1  | «Сядешь за руль?» «WLUDRV (Will you drive?)»      | Китао Сакураи | Сюжет : Ретт Риз,Пол Верник и Майкл Джонатан Смит Телесценарий : Майкл Джонатан Смит | 27 июля 2023  |
| 2  | «Цирк с 3 кольцами» «3RNCRCS (three-ring circus)» | Китао Сакураи | Майкл Джонатан Смит                                                                  | 27 июля 2023  |
| 3  | «И закон победил» «NTHLAW1 (And the Law Won)»     | Джуд Вэн      | Грант Декернион                                                                      | 27 июля 2023  |
| 4  | «Кто здесь?» «WHZDARE (Who's There)»              | Мэгги Кэри    | Шон Дистон                                                                           | 27 июля 2023  |
| 5  | «Перекрёсток» «CRZSRDS (crossroads)»              | Джуд Вэн      | Франческа Гейлс и Жаклин Джей Гейлс                                                  | 27 июля 2023  |
| 6  | «Драйв-тру» «DRVTHRU (Drive-Thru)»                | Мэгги Кэри    | Элисон Тейфел                                                                        | 27 июля 2023  |
| 7  | «Ореховый дом» «NUTH0UZ (Nut House)»              | Билл Бенц     | Алиса Форлайтер                                                                      | 27 июля 2023  |
| 8  | «Эвелина» «EV3L1N (Evelyn)»                       | Билл Бенц     | Сюжет : Ифи Нвадиве Телесценарий : Алиса Форлайтер и Элисон Тейфел                   | 27 июля 2023  |
| 9  | «Дорожный убийца» «R04DK11 (Roadkill)»            | Китао Сакураи | Грант Декернион и Бекка Блэк                                                         | 27 июля 2023  |
| 10 | «Шангри-Ла» «SHNGRLA (Shangri-la)»                | Китао Сакураи | Майкл Джонатан Смит                                                                  | 27 июля 2023  |

### Сезон 2 (2025)
| №  | Название                                     | Режиссёр     | Автор сценария <                    | Дата премьеры   |
| -- | -------------------------------------------- | ------------ | ----------------------------------- | --------------- |
| 11 | «Болевые точки» «PRSRPNT (Pressure Point)»   | Фил Сгриккиа | Хорхе Томпсон и Майкл Джонатан Смит | 31 июля 2025    |
| 12 | «Куколка» «DOLF4C3 (Dollface )»              | TBA          | TBA                                 | 31 июля 2025    |
| 13 | «Тест-драйв» «T3STDRV (Test Drive )»         | TBA          | TBA                                 | 31 июля 2025    |
| 14 | «Займемся делом» «LZGTBZY (Let's Get Busy )» | TBA          | TBA                                 | 7 августа 2025  |
| 15 | «На старт» «ONURMRK (On Your Mark )»         | TBA          | TBA                                 | 7 августа 2025  |
| 16 | «Загадай желание» «MKAW1SH (Make A Wish )»   | TBA          | TBA                                 | 14 августа 2025 |
| 17 | «H1TNRVN (Hit and Run )»                     | TBA          | TBA                                 | 14 августа 2025 |
| 18 | «SDDNDTH ()»                                 | TBA          | TBA                                 | 21 августа 2025 |
| 19 | «VAVAVUM ()»                                 | TBA          | TBA                                 | 21 августа 2025 |
| 20 | «M4YH3M ()»                                  | TBA          | TBA                                 | 28 августа 2025 |
| 21 | «OHLYNTE ()»                                 | TBA          | TBA                                 | 28 августа 2025 |
| 22 | «NUY3ARZ ()»                                 | TBA          | TBA                                 | 28 августа 2025 |

## Отзывы
Мэтт Фаулер из IGN дал первому сезону 8 баллов из 10, отметив, что хотя порой в сериале слишком много шуток, шоу «представляет из себя удивительно приятное сочетание комедии, жестокости и глубокого смысла». Элисон Херман из Variety озаглавил свою рецензию тем, что серия игр Twisted Metal плохо подходит для адаптации на телеэкраны, даже если в проекте будет Энтони Маки. Грэм Вёртью из The Guardian оценил сериал в 3 звезды из 5 и написал, что для проекта, который базировался на игре про войну на автомобилях, в нём «не так много погонь и аварий в стиле „Дороги ярости“, как можно было бы ожидать».